# Glenda Morejón
Glenda Morejón (født 30. maj 2000) er en ecuadoriansk atlet, der konkurrerer i kapgang.
I 2021 repræsenterede hun Ecuador ved sommer-OL 2020 i Tokyo, hvor hun deltog i den 20 kilometer kapgang, men ikke kom i mål.
Hun sluttede på 6. pladsen i kvindernes 20 km kapgang og vandt en sølvmedalje sammen med Brian Daniel Pintado ved Marathon kapgang ved sommer-OL 2024.